# فرودگاه یانگامبی
فرودگاه یانگامبی (به انگلیسی: Yangambi Airport) یک فرودگاه با کد یاتا YAN است. این فرودگاه در کشور جمهوری دموکراتیک کنگو قرار دارد.